# Wadud Khalil
Abdul-Wadud Khalil Jumaa Al-Janabi (in arabo عبد الودود خليل جمعة‎?; Baghdad, 1927 – ...) è stato un calciatore e cestista iracheno.

## Carriera
Con l'Iraq disputò i Giochi olimpici di Londra 1948.